# Remetea Mare, Timiș
Remetea Mare (germană Grossremete, maghiară Temesremete sau Oláhremete, în trad. "Remetea Română") este satul de reședință al comunei cu același nume din județul Timiș, Banat, România.

## Localizare
Se situează în centrul județului Timiș, la 12 km est de municipiul Timișoara. Este străbătută de drumul național DN6 (E70) și de canalul Bega. Se învecinează la nord-est cu Ianova, la est cu Izvin, la sud cu Bucovăț și la vest cu Ghiroda.

## Istorie
Prima atestare documentară a Remetei Mari datează din 1333, însă cel mai probabil vechimea satului este mai mare, pe teritoriul său fiind descoperite urme de locuire timpurie. Satul s-a numit Remetea Timișană, nume alternativ folosit până în prezent. În Evul Mediu, aici ar fi existat cetatea Sasvar, amintită în documentele de dijmă papale din 1333 și care ar fi avut rol de apărare pentru cetatea Timișoara. Alte detalii despre această așezare nu se cunosc, însă în denumirea populară s-a păstrat numele unui loc cunoscut drept „Șușioara”.
În perioada ocupației turcești a Banatului, nu se cunosc informații despre așezare. Abia pe harta lui Mercy de la 1723 apare numele Remeta care desemnează domeniile de aici, din care unul aparține familiei Ambrozy. De numele acestei familii se leagă istoria modernă a localității. Inițial ei au vândut moșia altor proprietari, dar apoi au recuperat-o, iar la 1720 baronul Ludovic Ambrozy a construit un conac (castel) care s-a păstrat și azi. La 1848 acest conac a servit drept spital de campanie.
Deși aflat în imediata apropiere a Timișoarei, pe drumul care lega capitala Banatului de Lugoj, Remetea Mare a fost locuită preponderent de români, deși au existat și locuitori de alte naționalități, mai ales germani și maghiari. În 1911 românii și-au construit biserica ortodoxă nouă.
În perioada interbelică era arondată plasei Chișoda, județul Timiș-Torontal, avea casă națională, cor, societate culturală și societatea „Sf. Gheorghe”.